# Club Athlétique Marocain
Le Club Athlétique Marocain (en arabe : النادي الرياضي المغربي), plus connu sous CA Casablanca (en arabe : النادي الرياضي البيضاوي) est un ancien club sportif marocain de football disparu en 1958, fondé à Salé sous le nom de Club Athlétique Militaire de Salé en 1902 avant d'être basé à Casablanca.
Il est considéré comme le 2e club sportif fondé en empire chérifien, le 1er club sacré vainqueur d'un titre dans l’histoire footballistique du Maroc, en remportant la 1re édition du Championnat du Maroc - Division Honneur lors de la saison 1915/16, ainsi que la 1re édition de la Coupe du Maroc lors de la saison 1915/16.

## Histoire
Le CA de Casablanca est le premier club sportif fondé au Maroc, exactement en 1902. Ce club avait changé son nom plusieurs fois, dont ont connais les noms suivants : AS Casablanca et Atletico Casablanca.
Étant le Champion du Maroc lors de la 1re édition de cette 1re compétition organisée par la Fédération Marocaine des Sports Athlétiques (FMSA), à l'époque d'Empire chérifien sous le Protectorat français au Maroc, il est devenu le 1er club marocain à avoir gagné un titre dans l’histoire du Football au Maroc .

## Palmarès
- Championnat du Maroc (1) :
  - Champion : 1915/16[3].

- Coupe du Maroc (1) :
  - Vainqueur : 1916.

- Coupe d'Ouverture de la Saison (1) :
  - Vainqueur : 1944.
  - Finaliste : 1947, 1948.

## Personnalités du club

### Joueurs emblématiques
- Macrai[4]
- Maisonneuve[5]
- Maistre[5]
- Hann[6]
- Roscelli[7]